# Curiumi Hermeiasz
- Lásd még: Hermeiasz (egyértelműsítő lap) .

Hermeiasz (I. e. 1. század) ókori görög költő
A ciprusi Curiumból (gör. Kourion) származott. Athénaiosz öt jambusát őrizte meg, amelyeket a sztoikusok ellen írt. Feltehetőleg egy egész könyvnyi hasonló jambust írhatott, mivel Athénaiosz mint „ek tón iambón” idézi.